# مايكل جي روبن
مايكل جي. روبين  من مواليد 1972 وهو رجل أعمال أمريكي. والرئيس التنفيذي لشركة كاينتكك. وهي شركة لتجارة الإلكترونية المباشرة إلى المستهلك وأسسها في عام 2011. وهو أيضًا الرئيس التنفيذي  لكل من مشاريع كاينتك الثلاثة: فانتكس: تعتبر الرائدة على مستوى العالم للبيع عبر الإنترنت المستلزمات الرياضية المرخصة، رو لا لا، وهو موقع للمبيعات المخفضة،  شوب رانر، وهو موقع لخدمة الأعضاء لمتسوقين عبر الإنترنت فقط. لقد أسس سابقاً شركة جي أس آي التجارية في عام 1998 وباعها إلى موقع آيباي مقابل مبلغ 2.4 مليار دولار في عام 2011.
وهو أيضا شريك في ملكية فريق كرة السلة فيلادلفيا سيفنتي سيكيرز وفريق الهوكي نيو جيرسي ديفلز.
قد ضمت مجلة فوربس 400 روبن من أغنى الأشخاص في أمريكا وفوربس هي قائمة لأصحاب المليارات في العالم،   وتقدر ثروته الشخصية بقيمة 2.7 مليار دولار اعتبارًا من حزيران / يونيه عام 2015. 

## النشأة والتعليم
روبين وُلد من عائلة يهودية، ووالديه بوليت وكين روبين. حيث تعمل والدته طبيبة نفسية  ووالده طبيب بيطري. نشأ وترعرع في لافاييتي هيل بولاية بنسلفانيا. حيث بدأ بمتجر لضبط المزالق في الطابق السفلي في منزل والديه عندما كان  12 عامًا،  وبعد عامين استخدم 2500 دولار فاز بها من بار متسفا كرأس المال أولي، ووقع والده عقد إيجار وفتح متجر للتزلج رسميًا في. كونشوهوكين، بولاية بنسلفانيا ‏.
عند سن 16 عام، كان لديه ديون تقدر بنحو 200,000 دولار، وكان قادرًا على تسوية مع دائنيه باستخدام قرض بقيمة 37000 دولار من والده تحت شرط التحاقه بالجامعة. وافق روبين، واستمر في إدارة الأعمال، والتي أدى ت إلى فتح خمس متاجر لضبط المزالق قبل دخوله إلى الكلية. وألتحق بجامعة فيلانوفا لمدة فصل دراسي واحد، وقبل أن يتركها حقق مكاسب كبيرة في صفقة لا تعوض (حصل على معدات مخزانه قيمتها 200,000$ أشترها بمبلغ 17,000$ وأقترضهم من صديقه وإعادة بيعها بمبلغ 75,000$).

## المهنية
باستخدم العائدات من الصفقة الأنتهازية من المعدات المُخزنة وبعد بيع المتاجر اخاصة به، أسس شركة لبيع المعدات رياضية  بأسعار منخفضة كي بي أر الرياضية - سميت على حروف الأولى من اسم والديه- التي تباع وتشترى على الأسهم كعلامة التجارية للبضائع. في عام 1993، بلغ روبن 21 عامًا، وصلت كي بي أر مبيعتها  إلى مليون دولار في السنة. وفي عام 1995، وصلت مبيعتها كي بي أر إلى 50 مليون دولار. في عام 1995، أشترى روبين 40% من الشركة المصنعة للأحذية النسائية ريكا.
في عام 1998,انشأ روبين شركة جلوبال سبورتس، والتي تتحولت لاحقا إلى جي أس آي التجارية وهي شركة التجارة الإلكترونية والتي تقدر بمليارات الدولارات. عند بلوغة سن 38عامًا، باع روبين شركة جي أس آي التجارية إلى موقع  إيباي بمبلغ 2.4 مليار دولار حيث حقق أرباح غير متوقعة بلغت 150 مليون دولار. نظرا لأن موقع إيبأي يريد فقط  تنفيذ أعمال لكبار تجار التجزئة حتى يتمكن من التتنافس مع شركة امازون. كان روبن قادرًا على إعادة  شراء الشركات الاستهلاكية من جي أس آي  بأسعر خيالي. لقد أعاد شراء: شركة فاتيكس المحدودة ‏، وهي لسلع الرياضية المرخص، رو لا لا, وهو موقع للتفيضات اليومية،  وشوب رانر وهو موقع يقدم مزايا للبيع بالتجزئة.  ودمج الشركات الثلاث في كيان جديد اسمه كاينتك. يعمل روبين كرئيس تنفيذي على كل مجالس الإدارات الثلاثة  للشركات.

### ملكية فيلادلفيا سيفنتي سيكيرز ونيو جيرسي ديفلز
في تشرين الأول / أكتوبر 2011، اشترى روبين حصة الأقلية في نادي فيلادلفيا سيفنتي سيكيرز .  إن روبين عضو في مجموعة الاستثمار التي فازت بمناقصة قيمتها 280 مليون دولار للفريق. حيث أن أعضاء آخرين من مجموعة استثمارية تشمل جوشوا هاريس من شركة الأسهم الخاصة أبولو العالمية للإدارة، ومدير محفظة أرت رابل، وجيسون لافين المدير التنفيذي السابق السابق لساكرامنتو كينغز، وأدم آرون الرئيس التنفيذي منتجعات فايل، مارتن جي جيلير،ديفيد بي. هيلر، ترافيس هيننجس، جيمس لاسيتر، ديفيد أس بليتزر، ويل سميث & جادا بينكيت سميث، ورجل الأعمال الإندونسي هاندي صوتاجوا & ايريك توهير.  بدأ المحادثات عنكومكاست سبيكتاتور مع مجموعة الاستثمار في صيف عام 2011. الإعلان عن الصفقة في 13يونيو/ تموز 2011. وافق أن بي أيه رسميا على الاتفاق في 13 أكتوبر/تشرين الأول 2011.
بعد عامين، كعضو في ذات المجموعة الاستثمارية، أشترى روبن حصة في فريق نيو جيرسي ديفلز للهوكي. وإدارة مركز بريدينشيل مقابل 320 مليون دولار  وافق أن أتش أل على الصفقة وأعًلن في 15 أغسطس/آب 2013 

## ظهورفي وسائل الإعلام
بالإضافة إلى الظهور في فوربس، أجرى روبين مقابلة مع صحيفة وول ستريت جورنال، ونيويورك تايمز، ومجلة رواد الأعمال، ومجلة بييبول.
في عام 2010 ظهر في العرض الموسم الأول من شبكة سي بي اس التلفزيونية فيأندر كوفر بوس، حيث كان يعمل متخفيًا في جي أس آي مستودع للتجارة  ومركز للاتصال. وبمجرد الكشف عن هويته في نهاية العرض، قدم لموظف الذي عان مؤخرًا من وفاة طفل، 10000 دولار حتى يتمكن هو وأم الطفل من الحصول على حفل زفاف أحلامهم..
كان روبين متحدثًا وناشطًا متميزًا في فعاليات التجارة الإلكترونية والأحداث الرياضية، بما في ذلك قمة شوب.أورج 2014، وتحليلات الرياضية أم أي تي سلون 2014، ومؤتمرات 2015.